# Dromidea
Dromidea is een geslacht van kevers uit de familie van de loopkevers (Carabidae). De wetenschappelijke naam van het geslacht is voor het eerst geldig gepubliceerd in 1864 door Perroud & Montrouzier.

## Soorten
Het geslacht Dromidea omvat de volgende soorten:
- Dromidea cyanoptera Fauvel, 1882
- Dromidea longiceps Fauvel, 1882
- Dromidea thomsoni Perroud & Montrouzier, 1864